# RadioSure
RadioSure ist ein Audioprogramm zum Abspielen von Radio Streams für das Betriebssystem Windows. Es enthält bereits eine sehr umfangreiche Datenbank an weltweiten webbasierten Radiostationen (über 34.000 Stück, Stand Dezember 2016); Benutzer können aber auch eigene Stationsadressen speichern. Als zusätzliche Funktion bietet das Programm eine Möglichkeit, das Abgespielte mit der integrierten Aufnahmefunktion aufzuzeichnen. Das Erscheinungsbild von RadioSure lässt sich mittels Skins verändern.
Eine aktive Gemeinschaft behandelt Fragen und Probleme rund um das Programm innerhalb eines Online-Forums.

## Portable Versionen
Das Standard-Installationsprogramm bietet die Möglichkeit, RadioSure als portable Version zu installieren. Diese eignet sich z. B. zur Mitnahme auf einem USB-Stick.

## Entwickler
Der Betreiber der Seite und der Entwickler der Software wird nicht genannt. Im Programm ist unter „About“ der Unternehmensname „The Best Ware Studio“ hinterlegt. Laut Angaben des Entwicklers wurde das Programm 2008 entwickelt, da es keine Software mit ähnlichem Umfang und ähnlich einfacher Bedienbarkeit gab.

## Rezensionen
- Chip Online: „Radio Sure" beschränkt sich auf das Wesentliche: Online-Streams von Radiostationen abspielen und aufnehmen. Und das ist auch gut so. Überfrachtete Menüs und einen unnötig aufgeblasenen Funktionsumfang kennen wir von anderen Tools schon zur Genüge.“
- Netzwelt: „RadioSure" beschränkt sich im Funktionsumfang auf das Wesentliche und verzichtet auf umfangreiche Programm-Zeitschriften und programmierbare Aufnahmefunktionen. Dafür enthält das Webradio-Programm eine sehr große Senderliste aus aller Welt. Durch die gute Sortier- und Suchfunktion behält der Hörer trotzdem den Überblick.“